# تشون هاي-جين (ممثلة)
تشون هاي-جين (هانغل: 전혜진) هي ممثلة كورية جنوبية، ولدت في 17 يونيو 1988 في كوريا الجنوبية.

## وصلات خارجية
- تشون هاي-جين على موقع IMDb (الإنجليزية)
- تشون هاي-جين على موقع قاعدة بيانات الفيلم (الإنجليزية)
- تشون هاي-جين على موقع كينوبويسك (الروسية)